# Campeonato Mundial de Esgrima de 2012
El LXXIV Campeonato Mundial de Esgrima se celebró en Kiev (Ucrania) entre el 13 y el 14 de abril de 2012 bajo la organización de la Federación Internacional de Esgrima (FIE) y la Federación Ucraniana de Esgrima. Fue un campeonato sólo de las disciplinas que no se disputan en los Juegos Olímpicos del mismo año.
Las competiciones se realizaron en el Palacio de los Deportes de la capital ucraniana.

## Medallistas

### Masculino
| Evento                     | Oro                                                                       | Plata                                                                     | Bronce                                                           |
| -------------------------- | ------------------------------------------------------------------------- | ------------------------------------------------------------------------- | ---------------------------------------------------------------- |
| Espada por equipos (14.04) | Weston Kelsey Benjamin Bratton Cody Mattern Soren Thompson Estados Unidos | Gauthier Grumier Yannick Borel Jean-Michel Lucenay Ulrich Robeiri Francia | Géza Imre · Gábor Boczkó · Péter Somfai · András Rédli · Hungría |

### Femenino
| Evento                    | Oro                                                                                  | Plata                                                                | Bronce                                                                         |
| ------------------------- | ------------------------------------------------------------------------------------ | -------------------------------------------------------------------- | ------------------------------------------------------------------------------ |
| Sable por equipos (13.04) | Sofia Velikaya · Yuliya Gavrilova · Yekaterina Diachenko · Dina Galiakbarova · Rusia | Olha Jarlan · Olha Zhovnir · Halyna Pundyk · Olena Jomrova · Ucrania | Mariel Zagunis Dagmara Wozniak Daria Schneider Ibtihaj Muhammad Estados Unidos |

## Medallero
| Núm. | País           | Oro | Plata | Bronce | Total |
| ---- | -------------- | --- | ----- | ------ | ----- |
| 1    | Estados Unidos | 1   | 0     | 1      | 2     |
| 2    | Rusia          | 1   | 0     | 0      | 1     |
| 3    | Francia        | 0   | 1     | 0      | 1     |
| 3    | Ucrania        | 0   | 1     | 0      | 1     |
| 5    | Hungría        | 0   | 0     | 1      | 1     |
|      | TOTAL          | 2   | 2     | 2      | 6     |